# Arisaema utile
Arisaema utile là một loài thực vật có hoa trong họ Ráy (Araceae). Loài này được Hook.f. ex Engl. mô tả khoa học đầu tiên năm 1879.